# Joaquim Pereira Ferraz
Joaquim Pereira Ferraz, O.S.B. (17 de Setembro de 1788 – 1873) foi um Bispo católico português, tendo sido Bispo de Bragança e Miranda de 1849 e 1853 e, posteriormente, Bispo de Leiria de 1853 até à sua morte em 1873.

D. Joaquim Pereira Ferraz foi nomeado Bispo de Bragança e Miranda a 28 de Setembro de 1949. Governou a Diocese de Bragança e Miranda até 10 de Março de 1853, quando foi nomeado Bispo de Leiria.
Governou a Diocese de Leiria durante 20 anos, de 1853 a 1873, tendo sido o último Bispo antes da Diocese ser suprimida em 1882. Foi posteriormente restaurada em 1918.
Faleceu no ano de 1873, com 85 anos de idade e contando 24 anos como Bispo.